# Johann Maria Hildebrandt
Johann Maria Hildebrandt (Düsseldorf, 19 de marzo de 1835 - Antananarivo, 30 de diciembre de 1881) fue un explorador y botánico alemán.

## Biografía
Hildebrandt era hijo del pintor Theodor Hildebrandt. Trabajó como fabricante de máquinas, perdió el ojo derecho en una explosión y se convirtió en jardinero, trabajando para el Jardín Botánico de Halle y en 1869 para el Jardín Botánico de Berlín. 
Entre 1872 y 1881, Hildebrandt hizo varias expediciones al Cuerno de África y a los Grandes Lagos de África, recogiendo un gran número de especímenes botánicos y zoológicos.
Viajó a Egipto, Abisinia y a los países somalíes en dos expediciones. Al regresar de un viaje de recreo a las Indias Orientales, exploró Zanzíbar y la costa opuesta, y también emprendió una tercera expedición a Somalilandia. 
En 1874 regresó a Europa, y al año siguiente regresó a África para explorar la isla de Johanna (Anjouan), en las Comoras. Su intento de llegar en 1875 al Kilimanjaro y al monte Kenia fracasó. Con una gran colección de especímenes, pero muy debilitado por la fiebre, Hildebrandt regresó a su casa en noviembre de 1877. En 1878 fue aceptado en la Sociedad de Geografía de Berlín y vivió en Berlín hasta 1879.
Posteriormente viajó a Madagascar. En su primera expedición recogió noticias fiables sobre el fin de Christian Rutenberg. En 1878 descubrió en la isla una especie de palmera, a que llamó palmera de Bismarck (Bismarckia nobilis) en honor al fundador del imperio alemán, Otto von Bismarck. En 1880, recuperado de otra enfermedad, emprendió un viaje al interior de la isla. Visitó las montañas boscosas del este, luego emprendió una expedición a las montañas de Ankara y, expulsado de allí por las fuertes lluvias, giró hacia el sur de Betsileo. Apenas había regresado a Antananarivo cuando murió allí de una fiebre inespecífica y sangrado estomacal 

## En la ciencia
Sus expediciones eran en su mayor parte sobre asuntos modestos, pero a pesar de ello descubrió nuevas especies. También disertó ampliamente y escribió sobre muchos aspectos de los lugares que visitó. Publicó sus informes en la revista de la Sociedad de Geografía.
Varios nombres científicos llevan su nombre, como el francolín de Hildebrandt (Pternistis hildebrandti), el estornino de Hildebrandt (Lamprotornis hildebrandti) o un escarabajo joya (Sternocera hildebrandti).

## Publicaciones
- Die Verbreitung der Coniferen in der Jetztzeit und in den früheren geologischen Perioden. 1861. Ed. Verhandlungen des naturhistorischen Vereines der preussischen Rheinlande und Westphalens 18: 199–384

- Die Fruchtbildung der Orchideen, ein Beweis für die doppelte Wirkung des Pollen. 1863. Ed. Botanische Zeitung 21: 329–33, 337–45

- On the impregnation in orchids as a proof of the two different effects of the pollen. 1863. Ed. Annals and Magazine of Natural History, 3ª ser. 12 Seiten=169–74

- Experimente über den Dimorphismus von Linum perenne und Primula sinensis. 1864. Ed. Botanische Zeitung 22 :1–5

- Experimente zur Dichogamie und zum Dimorphismus. 1865 Ed. Botanische Zeitung 23: 1-6, 13-15

- Über die Befruchtung der Salviaarten mit Hülfe von Insekten. 1866. Ed. Jahrbücher für wissenschaftliche Botanik: 4. 1865- 1866. p. 451-78

- Ueber seine Reisen in Ost-Afrika, 1877

- Ausflug zum Ambergebirge in Nord-Madagaskar, 24 p. 1880

- Ueber Aehnlichkeiten im Pflanzenreich: eine morphologisch-biologische Betrachtung. Ed. W. Engelmann, 66 p. 1902

## Honores

### Eponimia
botánica
- (Buxaceae) Buxus hildebrandtii Baill.[2]

- (Euphorbiaceae) Macaranga hildebrandtii Pax & K.Hoffm.[3]

zoología
- Lamprotornis hildebrandti (estornino hildebrandtii)

- Pternistis hildebrandti (francolín hildebrandti), ambos descubiertos en Kenia, región de los Grandes Lagos Africanos.[4]
- La abreviatura «Hildebrandt» se emplea para indicar a Johann Maria Hildebrandt como autoridad en la descripción y clasificación científica de los vegetales.[5]

## Fuente
- Zander, R; Fritz Encke, Günther Buchheim, Siegmund Seybold (eds.) Handwörterbuch der Pflanzennamen. 13.ª ed. Ulmer Verlag, Stuttgart 1984, ISBN 3-8001-5042-5